# Záhada v Saint-Tropez
Záhada v Saint-Tropez (v originále Mystère à Saint-Tropez) je francouzsko-belgická filmová komedie z roku 2021, kterou režíroval Nicolas Benamou. Snímek měl světovou premiéru dne 14. července 2021.

## Děj
Saint-Tropez, srpen 1970. Pařížský vrchní inspektor Jean Boulin z 36 quai des Orfèvres je poslán do domu slavného belgického miliardáře Clauda Tranchanta, aby vyšetřil pokus o vraždu zaměřenou na jeho manželku. V přepychové vile, kde hvězda showbyznysu pobývá o dovolené, se inspektor při pátrání po pachateli dopustí řady přehmatů.

## Obsazení
| Christian Clavier | inspektor Jean Boulin                  |
| Benoît Poelvoorde | baron Claude Tranchant                 |
| Gérard Depardieu  | ředitel soudní policie Maurice Lefranc |
| Thierry Lhermitte | Yves Lamarque                          |
| Virginie Hocq     | baronka Éliane Tranchant               |
| Rossy de Palma    | Carmen                                 |
| Vincent Desagnat  | Andreas Kalamannis                     |
| Jérôme Commandeur | šéfkuchař Cyril                        |
| Gil Alma          | Gabriel                                |
| Nicolas Briançon  | Jacques Aziza                          |
| Chloé Lambert     | Francine Aziza                         |
| Elisa Bachir Bey  | Laura                                  |
| Camille Claris    | Peggy                                  |
| Philypa Phoenix   | Angela                                 |
| Jean Dell         | automechanik Castelli                  |
| Olivier Claverie  | lékař Pierre                           |
| Philippe Dusseau  | Jacques Chirac                         |